# Q'umarkaj

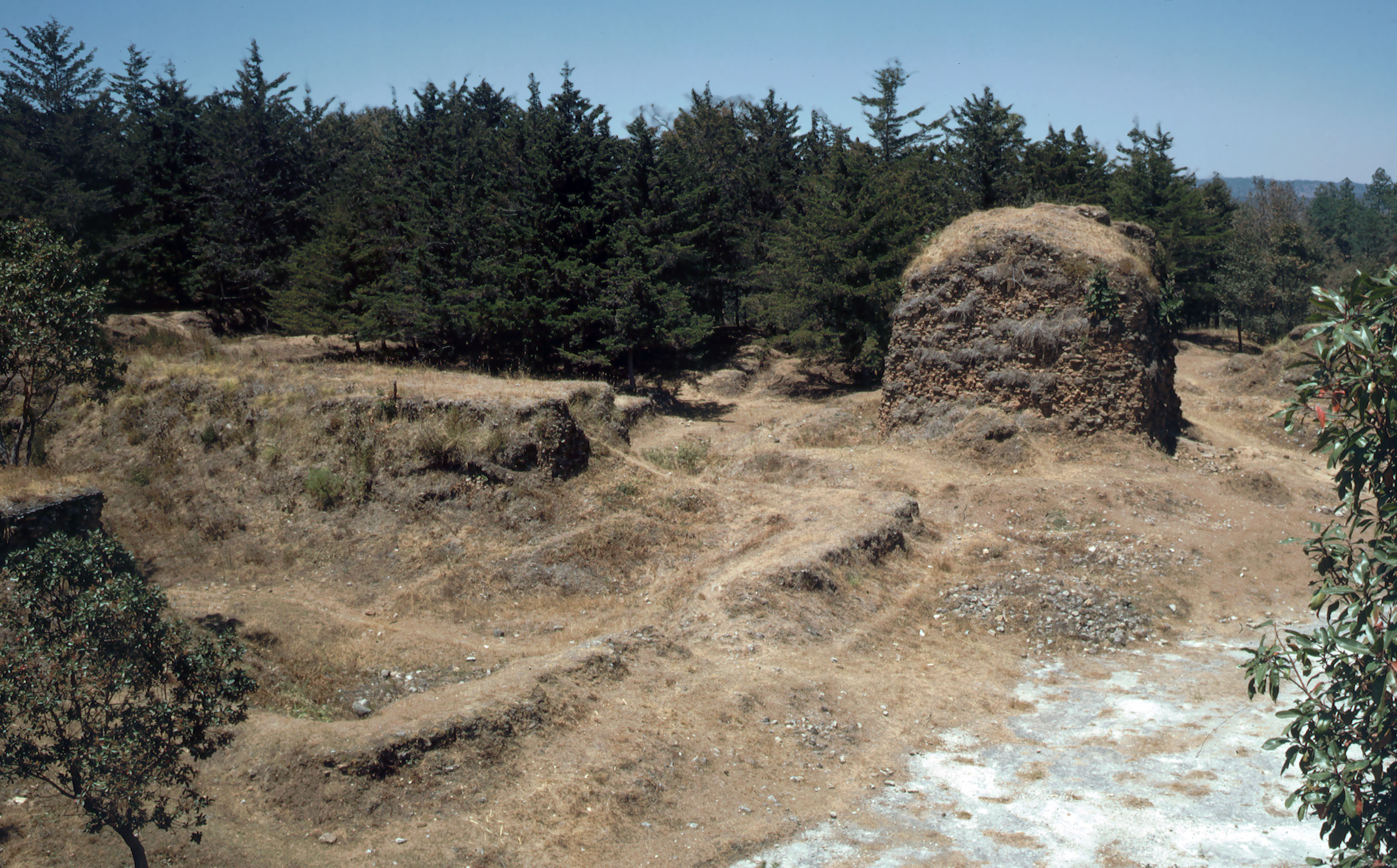
Le rovine di Q'umarkaj. A sinistra il campo da gioco, e a destra il tempio di Tohil.

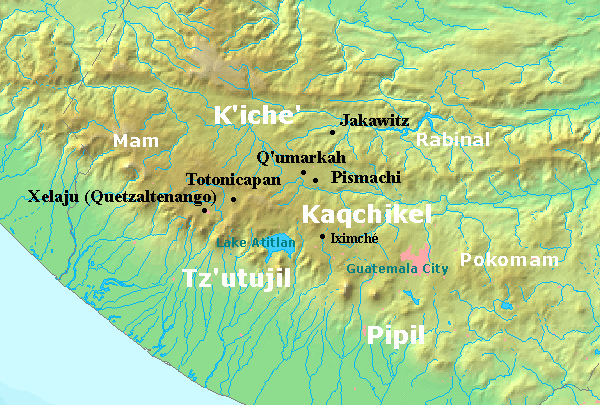
I siti principali nel sud-ovest del Guatemala.

Q'umarkaj (scritto anche Gumarkaaj, Gumarcaj, Cumarcaj o Kumarcaaj) è un sito archeologico nel dipartimento di Quiché in Guatemala. Q'umarkaj è anche conosciuto con il nome Utatlán, la traduzione in Nahuatl del nome originale della città. Il nome significa "luogo delle canne antiche" in lingua Quiché.
Q'umarkaj fu una delle città più potenti dei Maya quando gli spagnoli giunsero nella regione all'inizio del XVI secolo. Fu la capitale del regno Maya K'iche' nel periodo Tardo Postclassico. Quando gli spagnoli arrivarono, Q'umarkaj era stata dichiarata come capitale del regno da poco tempo, con la precedente posta a Jakawitz (identificata con il sito archeologico di Chitinamit) e poi a Pismachi'. Q'umarkaj venne fondata durante il regno di Q'uq'umatz ("Serpente Piumato" in K'iche') all'inizio del XV secolo, poco più a nord di Ismachi. Q'umarkaj è una delle capitali Maya maggiormente conosciute dal punto di vista storico e archeologico.
Hernán Cortés descrisse la città nelle lettere che egli inviò in Spagna.

## Etimologia
Il nome Q'umarkaj deriva dal the K'iche' Q'umqaraq'aj, Il nome viene tradotto spesso come "luogo delle canne", anche se il nome significa più precisamente "case costruite con canne".

## Luogo
Le rovine della città si trovano a 2,5 km a ovest della città di Santa Cruz del Quiché. Q'umarkaj occupa 120000 m² su un altopiano circondato da roccia scavata da cause naturali, profonda oltre 100 metri. Queste specie di scavi naturali sono parte di un sistema di drenaggio connessi al fiume Negro, che giunge al fiume Chixoy e all'Usumacinta.

## Regnanti
Le date sono approssimative.
| Nome                          | Ruled     |
| ----------------------------- | --------- |
| Q'uq'umatz (Gukumatz)         | 1400–1425 |
| K'iq'ab' (Quicab)             | 1425–1475 |
| Vahxak' i-Kaam (Uahxac Icaam) | 1475–1500 |
| Oxib-Keh (Oxib Quéh)          | 1500–1524 |

Il regno K'iche' era capitanato da un Re, un Re-eletto e due capitani, un governo con quattro comandanti, ognuno dei quali era un importante membro di una dinastia nella città. Questo metodo di governo era comune anche tra i Maya dello Yucatán. La dinastia al potere fu quella Kaweq ("Pioggia"), che sceglieva sia il re che il re-eletto.
Il re era conosciuto come ajpop. Il re-eletto portava il titolo di ajpop k'amha e aiutava il re fino a quando non diventata egli stesso il re. LE case nobili di Nijaib e Saqik sceglievano il q'alel (giudice supremo) e lo Ajaw K'iche sceglieva il atzij winaq (parlatore).

## Abitanti
Nel tardo Postclassico, la zona di Q'umarkaj contava una popolazione di circa 15 000 abitanti. Gli abitanti di Q'umarkaj erano divisi socialmente tra la nobiltà e i loro vassalli. I nobili erano conosciuti come ajaw, mentre i vassalli erano conosciuti come al k'ajol. La nobiltà era costituita da discendenti patrilineari dei guerrieri fondatori che giunsero in queste terre intorno al 1200 partendo dalla costa del golfo del Messico, e che smisero di parlare la propria lingua originaria adottando quella locale. I nobili erano considerati sacri e portavano simboli regali. I loro vassalli svolgevano il compito di fanti e osservavano le leggi dettate dalla nobiltà, anche se potevano ricevere titoli militare a seguito di grandi imprese in battaglia. Le divisioni sociali erano ben demarcate e divise in caste. I mercanti erano una classe privilegiata, anche se dovevano comunque pagare tributi alla nobiltà. Oltre a queste classi, la popolazione contava anche lavoratori della terra e artigiani. Vi erano anche schiavi, principalmente criminali e prigionieri di guerra.

## Storia
Tra i resti in ceramica del sito vi sono pezzi che risalgono al periodo Preclassico, ma la maggior parte risale al tardo Postclassico, durante lo splendore del regno.

### Fondazione ed espansione
Il sito venne fondato dal re Q'uq'umatz attorno al 1400 scegliendo la zona per la sua posizione difensiva, in seguito espandendo molto il regno K'iche', partendo da Pismachi' e poi da Q'umarkaj. In questo periodo i K'iche's erano alleati con i Kaqchikel. Q'uq'umatz mandò sua figlia in sposa al signore dei K'oja, gente Maya stanziata presso le montagne Cuchumatan, tra Sacapulas e Huehuetenango. Invece di sposarla e quindi sottomettersi all'alleanza K'iche'-Kaqchikel alliance, Tekum Sik'om, il re K'oja, uccise la sposa. Questo atto fece iniziare una guerra tra i K'iche'-Kaqchikel di Q'umarkaj e i K'oja. Q'uq'umatz morì in battaglia.
Con la morte del padre, il figlio ed erede K'iq'ab giurò di vendicarlo e due anni dopo condusse i K'iche'-Kaqchikel contro i nemici, assieme al Ajpop K'amha, l'eletto del re. L'esercito penetrò nelle terre dei K'oja al primo albeggiare, Tekum Sik'om venne ucciso e suo figlio catturato. K'iq'ab recuperò le ossa di suo padre e tornò a Q'umarkaj con molti prigionieri, e tutta la giada e il metallo che i K'oja possedevano; inoltre i K'iche' conquistarono diversi insediamenti presso la zona di Sacapulas e la gente Mam vicino a Zaculeu. Durante il regno di K'iq'ab, il quale era di spirito guerriero, i K'iche' si espansero fino alle zone di Rabinal, Cobán e Quetzaltenango, raggiungendo anche il fiume Okos. Con l'aiuto dei Kaqchikel, la frontiera orientale del regno venne espansa fino al fiume Motagua e fino a Escuintla.

### Conflitti interni
Nel 1470 una ribellione scosse Q'umarkaj durante una grande celebrazione che vide un raduno di rappresentanti dei popoli che vivevano sugli altopiani. Due figli di K'iq'ab, assieme ad alcuni dei suoi vassalli, si ribellarono contro il re, uccidendo molti signori nobili, guerrieri Kaqchikel e membri della dinastia Kaweq. I ribelli tentarono di uccidere il re ma egli venne protetto dai figli che ancora gli erano fedeli, a Pakaman, nella zona appena fuori dalla città. A causa della ribellione, K'iq'ab dovette fare delle concessioni ai signori K'iche' ribelli. I ribelli si rivoltarono contro gli alleati Kaqchikel, che dovettero fuggire da Q'umarkaj, e fondarono una città a Iximche.
Dopo la morte del re K'iq'ab, avvenuta nel 1475, i K'iche' si trovavano in lotta con i Tz'utujil e i Kaqchikel, forse nel tentativo di riportare il potere centrale a Q'umarkaj. Poco tempo dopo la morte del re, sostituito da Tepepul, Q'umarkaj attaccò Iximche e venne sconfitta pesantemente. Dopo questo evento Q'umarkaj non riuscì più a impensierire i Kaqchikel di Iximche. Dopo Tepepul, Tekum portò i K'iche' contro i Tz'utujil e venne ucciso in battaglia a sud del lago Atitlan.
In seguito, la casata Nijaib cercò di spodestare la casata Kaweq dal potere.

### La caduta di Q'umarkaj
Nel marzo 1524, il conquistador spagnolo Pedro de Alvarado entrò a Q'umarkaj, invitato dai signori dei K'iche' rimasti dopo la sconfitta nella valle di Quetzaltenango, dove Tecun Uman, uno dei quattro signori della città, perse la vita. Alvarado temeva che vi fosse una trappola nella città pur entrando ugualmente. Si accampò sulla pianura al di fuori della città piuttosto che accettare alloggio. Temendo che vi fosse un gran numero di guerrieri K'iche' al di fuori della città e che la cavalleria non potesse muoversi per le vie strette di Q'umarkaj, invitò i signori più importanti della città, Oxib-Keh (il re, ajpop) e Beleheb-Tzy (il prescelto del re, ajpop k'amha) a visitare l'accampamento. Alvarado catturò i due signori e li tenne come prigionieri. I guerrieri K'iche', vedendo i loro capi prigionieri, attaccarono gli alleati indigeni degli spagnoli e riuscirono a uccidere un soldato. Alvarado decise di uccidere i due signori K'iche' facendoli bruciare vivi, e fece bruciare l'intera città.

### Storia moderna
Il sito venne esaminato accuratamente durante l'era coloniale. Francisco Ximénez, che fece conoscere il Popol Vuh al mondo, visitò Q'umarkaj durante gli ultimi anni del XVII secolo. Miguel Rivera y Maestre scrisse un rapporto sul sito per il governo del Guatemala nel 1834. Nel 1840 John Lloyd Stephens e Frederick Catherwood visitarono il sito dopo aver letto il rapporto di Rivera, e Catherwood fece una mappa del sito disegnando anche il Tempio di Tohil. Nel 1865, l'architetto francese Cesar Daly produsse una mappa con i cinque siti raggruppati con Q'umarkaj; queste mappe sono andate perdute. Un'altra esplorazione venne fatta da Alfred P. Maudslay nel 1887, con pubblicazioni tra il 1889 e il 1902. I primi scavi archeologici vennero effettuati negli anni cinquanta e negli anni settanta.
Jorge F. Guillemín ripulì le rovine nel 1956, disegnando su mappa le costruzioni rimanenti, la zona centrale e le città satellite attorno al sito principale. L'università di New York di Albany effettuò degli scavi negli anni 70. Kenneth Brown dell'università di Houston effettuò diversi scavi nel 1977.

## Il sito
Nel nucleo del sito vi sono piramidi, rimanenze di palazzi (ridotti a monticelli di macerie) e un campo per il gioco della palla. Nella zona più estesa del sito vi erano quattro campi da gioco, uno in ogni divisione politica della città.
La pietra intagliata che si affacciava alle costruzioni venne presa per costruire altre case a Santa Cruz del Quiché; le rovine vennero ancora minate nel XIV secolo, causando altri danni.
Le strutture più importanti a Q'umarkaj vennero messe in piedi intorno a una piazza, che aveva un pavimento di intonaco. Le costruzioni munite di colonne a Q'umarkaj sembrano indicare un legame con lo stile di Mayapan. Vi sono anche altre similarità come immagini di teschi, figure ed effigi, e una forte applicazione di stucco. Una analisi aeriale e di superficie delle rovine ha rivelato una disposizione secondo un certo schema, con combinazioni ripetute di piramidi, strutture lunghe e complessi multipatio. Queste combinazioni ripetute potrebbero essere collegate alle varie dinastie presenti nella città. Inoltre sembra che ci sia una divisione del sito, che viene separato in una parte nordoccidentale e sudorientale. La famiglia Kaweq e i loro alleati dominavano la maggior parte del sito, mentre i Nijaib occupavano la porzione est fino al sito satellite di Atalaya.

### Tempio di Tohil

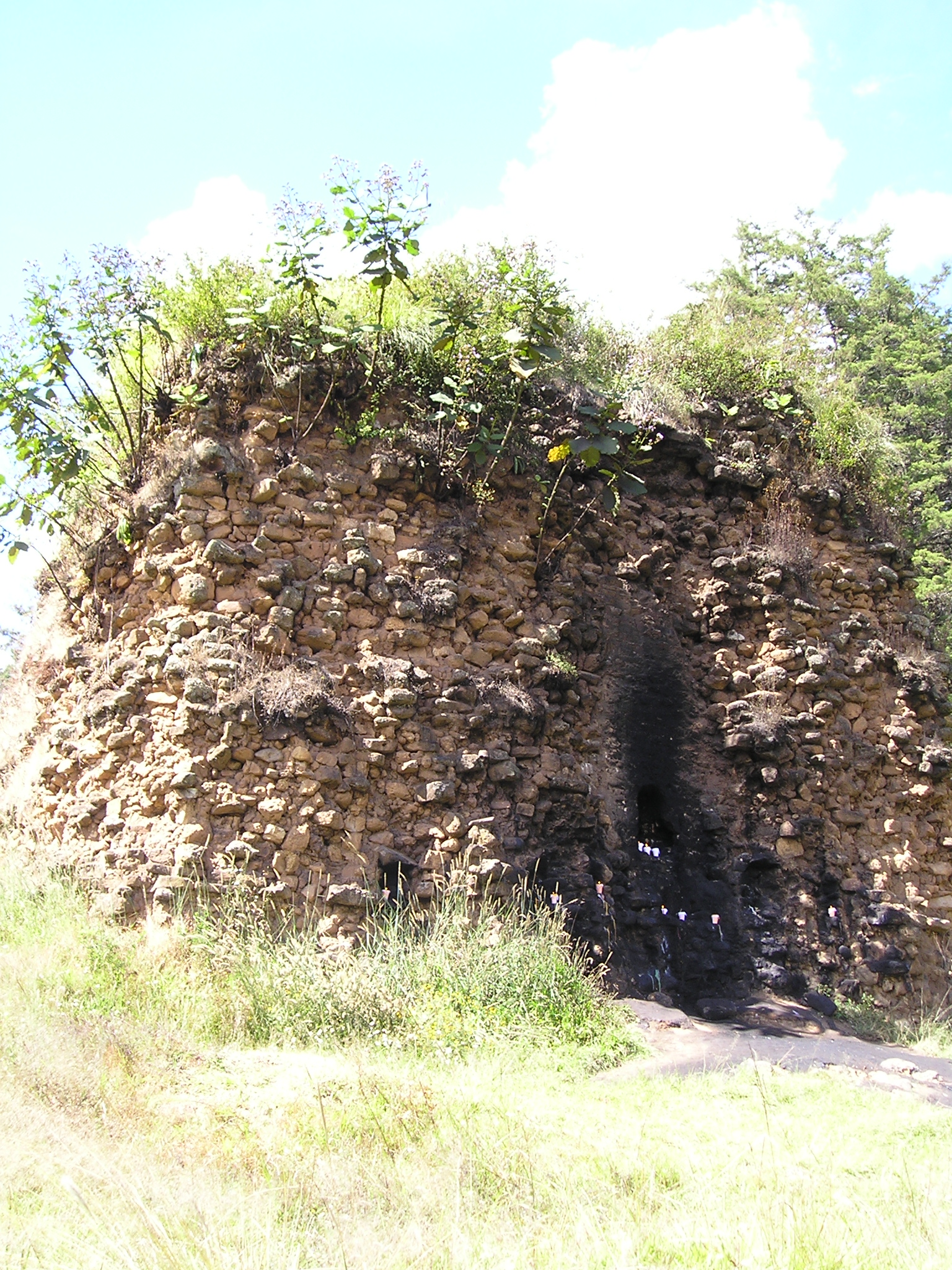
I resti del tempio di Tohil a Q'umarkaj.

La piazza era dominata dal tempio di Tohil, che era una divinità giaguaro associata al sole e alla pioggia, ed era la divinità principale di Q'umarkaj. Questo tempio si trova sul lato ovest della piazza principale. Ciò che rimane sono macerie del tempio, con un'apertura dove la gente pone ancora offerte. Fino alla metà del XIV secolo il tempio era ancora ben preservato e venne descritto da John Lloyd Stephens. Il tempio originale era formato da una piramide ripida con scalinate su tre lati, con il lato ovest senza, e sulla sommità vi era un tempio. La base era lunga 33 per ogni lato e le pareti erano coperte di stucco dipinto. La copia di Catherwood del disegno di Rivera y Maestre mostrava il corpo della piramide diviso il 4 gradonate talud-tablero e 19 gradini in ognuna delle scalinate, mentre il disegno di Rivera y Maestra mostra 24 scalinate e 6 gradonate. Francisco Ximénez, verso la fine del XVII secolo, descrisse che il tempio era la costruzione più alta a Q'umarkaj. Lo stile in cui è costruito il tempio di Tohil è simile a quello dei templi più importanti di Mayapan e Chichén Itzá, a nord della penisola dello Yucatán. Le colonne sostenevano un tempo un soffitto di muratura.
Il tempio di Tohil venne usato per sacrifici umani, e i corpi delle vittime venivano gettati di fronte alla scalinata principale prima di venire decapitati. Le teste venivano piazzate su un Tzompantli. Questo tzumpan si trovava poco distante dal tempio, in una zona seppellita da macerie.
Sullo stucco del tempio un tempo vi era rappresentato un giaguaro.

### Tempio di Awilix
Il tempio di Awilix si trova sul lato est della piazza. Awilix era una delle divinità della famiglia Nijaib lineage e viene identificata con Ixbalanque, uno dei gemelli Maya del Popol Vuh. Secondo un disegno fatto da Rivera y Maeste, il tempio di Awilix non era alto quanto quello di Tohil. Questa struttura era la seconda più importante a Q'umarkaj. Questo tempio era originariamente formato da una piattaforma rettangolare con sopra una piattaforma più piccola e una struttura a forma di tempio sul lato est. Una larga scalinata si trovava sul lato ovest del tempio, ed era affiancata sul livello più basso da due pannelli talud-tablero. Ci furono quattro fasi principali di costruzione e vi sono prove che mostrano come il tempio venne riparato molte volte prima della conquista. Il pavimento sotto la terza fase di costruzione era stato dipinto di verde scuro. Sono stati trovati dei frammenti di bruciatori di incenso sotto lo strato della prima fase di costruzione.

### Tempio di Jakawitz
Un monticello sul lato sud della plaza era un tempo il tempio di Jakawitz, una divinità delle montagne e patrono della famiglia Ajaw. Come nelle altre strutture a Q'umarkaj, tutte le pietre posizionate davanti a esso sono state rubate, lasciando così solo le macerie del tempio. Questa struttura faceva parte di un complesso formato da un patio incluso dal tempio nel lato nord, un palazzo sul lato sud e una struttura lunga a est. Il complesso di Jakawitz non è stato esaminato dal punto di vista archeologico. I disegni di Rivera y Maestre suggeriscono che il tempio era una struttura stretta con quattro o cinque gradonate.

### Tempio di Q'uq'umatz
Il tempio di Q'uq'umatz era un tempio a forma circolare dedicato al serpente piumato, e in onore alla famiglia Kawek, la dinastia che comandava la città. Il tempio è ora solo una forma circolare sulla superficie della piazza principale. Si trova tra i templi di Tohil e Awilix, a nord dell'asse centrale del tempio di Tojil e a sud dell'asse del tempio di Awilix. Dalle tracce lasciate sulla plaza si capisce che il tempio era formato da un muro circolare di 6 metri di diametro. L'intera struttura era coperta da un tetto e vi erano diverse piccole piattaforme di pietra sui lati est e ovest del tempio, ognuna larga 1 metro.
I sacerdoti di Q'uq'umatz provenivano da un'importante dinastia della famiglia Kaweq. Il tempio di Q'uq'umatz venne smantellato dopo la conquista spagnola, in quanto non è menzionato in alcun documento e nei disegni si trovano solo vegetazione nel posto in cui la struttura si trovava. La tradizione dei templi circolari dedicati al serpente piumato era anticamente presente nella zona culturale mesoamericana.

### Campo da gioco
Il campo si trova vicino al tempio di Tohil, sul lato sud ovest della plaza. Il campo mantiene ancora la sua forma distintiva. Il campo era amministrato dal gruppo Popol Winaq della dinastia governante, Kaweq. Il campo è allineato ovest-est con una lunghezza di 40 metri. Il campo si trovava esattamente a metà tra i palazzi dei Kaweq e degli Ajaw K'iche', che si trovavano a 15 a nord e a sud del campo rispettivamente.

### Palazzi
Un piccolo palazzo appartenente alla dinastia dei Nijaib si trovava dietro al tempio di Awilix. Queste case delle famiglie, chiamate nimja, si trovano in tutta la città di Q'umarkaj. Come con altre costruzioni nel sito, la pietra lavorata e lo stucco è andato perduto. I nimja sono strutture rettangolari lunghe situate su alte piattaforme. Su queste piattaforme, i palazzi erano formati da due livelli, un livello basso con soffitto e anticamera, con un livello più alto che sosteneva le stanze centrali della struttura. Alcuni dei palazzi più grandi avevano diverse scalinate con le quali si accedeva alla anticamera, e diverse porte e pilastri che davano alle stanze della costruzione principale.
Un'altra struttura nimja si trova a sudest della plaza principale. Gli scavi effettuati nel 1972 hanno rivelato una semplice superstruttura che forma una camera con una panca, nella zona posteriore, e un altare in mezzo. Sei urne funerarie all'interno del palazzo, una delle quali era vicina all'altare e conteneva offerte, tra cui una collana d'oro. Vi erano tracce di cuori ad ogni estremo della stanza principale.

### Altre strutture
Nella piazza centrale ci sono tracce di tredici piccole piattaforme che un tempo erano situate qui. Tre di queste, ognuna che misurava 2,5 metri in larghezza, si trovavano a nord del tempio di Q'uq'umatz. Una linea di cinque strutture simili si trovava a sud dello stesso tempio, con un alternarsi di piattaforma circolare, poi quadrata, poi circolare, poi quadrata e così via. Queste piattaforme funzionavano come altari.
A sud della linea delle piattaforme vi sono tracce di due piattaforme più grandi. Una di queste misurava 10 metri di lunghezza per ogni lato, l'altra ne misurava 8. Rimane un segno circolare tra le due piattaforme, che segna la presenza di una piattaforma di tipo diverso.
Una grande piattaforma squadrata nella sezione nord-ovest della piazza centrale, lunga 18 metri per lato, si trova giusto dietro il tempio di Tohil e misura 2 metri in altezza. Questa piattaforma è stata identificata con il nome sokib'al, la piattaforma dei gladiatori descritta in documenti antichi. La piattaforma era legata alla famiglia militare dei Kaweq.
Due piattaforme si trovano nella sezione sud-est della piazza principale, e il loro uso rimane sconosciuto.

## Siti satellite
Nella zona della Q'umarkaj estesa (chiamata anche Utatlan estesa) vi sono alcuni siti minori, alleati della città principale.

### Chisalin
Chisalin (altri nomi: Pilokab' e Muqwitz Pilokab') si trova a qualche centinaio di metri a nord di Q'umarkaj. Le rovine si trovano su una striscia di terra stretta, circondata da fossati. Chisalin ha una piccola piazza, che è stata erosa.

### Pismachi'
Pismachi' (anche conosciuta come Ismachi') occupa una piccola zona piana a 600 metri a sud del nucleo del sito principale, ed è circondata da dei fossati. La zona piana è separata da Q'umarkaj dal fossato dove scorre il fiume Ismachi'. Pismachi' era la capitale dei K'iche', prima che venisse spostata alla vicina Q'umarkaj, e venne fondata nel XIV secolo. Il luogo in cui si trovava non venne mai scordato dalla popolazione locale. Il missionario francese Charles Étienne Brasseur de Bourbourg localizzò Pismachi' verso la metà del XIV secolo, e in seguito venne dimenticata fino al 1956, quando Jorge Guillemín la ritrovò in cooperazione con il governo del Guatemala. Il luogo esatto in cui si trovava venne attestato e certificato da Robert Carmack nel 1969. Anche se l'altopiano di Pismachi' è largo il doppio di quello di Q'umarkaj, le rovine occupano una piccola parte della porzione sud-est della cima. Le rovine sono ancora in uso, da sciamani K'iche' che svolgono dei rituali.

### Atalaya
Atalaya (spagnolo per "torre di osservazione") si trova a 600 metri a est del nucleo del sito principale. Il sito venne costruito su quattro gradonate, all'inizio della piana occupata dalla città Santa Cruz del Quiché. Il sito era piccolo, coprendo un'area di 3 250 metri quadrati. Atalaya viene usato ai giorni nostri come luogo per rituali K'iche' ed è un punto di cultura e folklore, in quanto Tecún Umán, uno dei re di Q'umarkaj, venne seppellito qui, e la gente del luogo dice che sia infestato da spiriti tzitzimit. Verso la fine del XX secolo la terra su cui si trova il sito apparteneva ancora alla famiglia Rojas, formata da discendenti dei re di Q'umarkaj.

### Pakaman
Pakaman si trova a 1 000 metri a est di Atalaya e 1,6 km a est di Q'umarkaj. Il nome originale di Pakaman era Panpetaq ("luogo di arrivo") e fu il primo avamposto presso la strada che conduceva a Q'umarkaj.